# Matching
Matching is een civil parish in het bestuurlijke gebied Epping Forest, in het Engelse graafschap Essex met 661 inwoners.